# Zebedeo
Según la Biblia, Zebedeo fue un pescador judío del siglo I, padre de dos apóstoles de Jesús. Su nombre parece proceder de una raíz hebrea (Ben-Zebdi / Bar-Zebdi) que significa dotado, dado por Dios. Otra posibilidad es que signifique Aquel que sirve a Dios.

## Datos conocidos
Se narra en el evangelio que Jesús escogió en primer lugar a cuatro discípulos: Andrés y Simón Pedro, socio de Zebedeo, y los hijos de este, Juan y Jacobo (Santiago).
La primera mención bíblica sitúa a Zebedeo en Galilea, región por la que Jesús efectuó una actividad intensa en torno a los años 28 a 30. Zebedeo sería vecino de la ciudad de Betsaida y desarrollaba su actividad comercial en el Mar de Galilea o Tiberíades, así denominado a veces por la ciudad homónima situada en la orilla occidental de este mar.
Para distinguir al apóstol Jacobo de Zebedeo (Santiago el Mayor), de otro apóstol de Jesús llamado Jacobo de Alfeo (Santiago el hijo de Alfeo), habitualmente se menciona al primero en las Escrituras Sagradas como hijo de Zebedeo, lo que parece ayudar para atribuir otros datos a Zebedeo. Por ejemplo, hay fuentes que asocian a Zebedeo en matrimonio con Salomé, una de las mujeres que, según el evangelista Marcos, “seguía y servía”, es decir, ministraba en sentido material a Jesús. Si es así, podría hablarse de que Zebedeo tenía relación parental con Jesús, siendo su tío, pues Salomé ha sido identificada como hermana de María.
La cita registrada en Mc 1:20 parece apuntar a que Zebedeo era propietario del negocio de pesca con sus hijos, puesto que con ellos había personas asalariadas, jornaleros que trabajarían para él. La palabra "jornaleros" indica una retribución a sueldo por un trabajo. Esto permite inferir que Zebedeo, padre de Juan y Jacobo (Santiago el Mayor), tenía un cierto desahogo económico: era propietario de "redes" (Mateo 4, 21), sin dudas de algunas barcas, y tenía "jornaleros" para sus faenas. Resulta plausible que personas con el nivel socioeconómico de Zebedeo mantuvieran contactos comerciales con Jerusalén, e incluso que tuvieran vínculos con el Templo.

## Citas bíblicas
Zebedeo es mencionado en los siguientes versículos bíblicos:
- Mt 4:21
- Mt 10:2
- Mt 20:20
- Mt 26:37
- Mc 1:19
- Mc 1:20
- Mc 3:17
- Mc 10:35
- Lc 5:10
- Jn 21:2